# Geofrey Nyeko
Geofrey Nyeko (ur. 2 lutego 1959) – ugandyjski bokser wagi lekkiej, uczestnik Letnich Igrzysk Olimpijskich 1980 oraz Letnich Igrzysk Olimpijskich 1984. Na obu igrzyskach doszedł do 1/8 finału.